# Sedum quadripetalum
Sedum quadripetalum är en fetbladsväxtart som beskrevs av Robert Theodore Clausen. Sedum quadripetalum ingår i Fetknoppssläktet som ingår i familjen fetbladsväxter. Inga underarter finns listade i Catalogue of Life.